# Almogávares

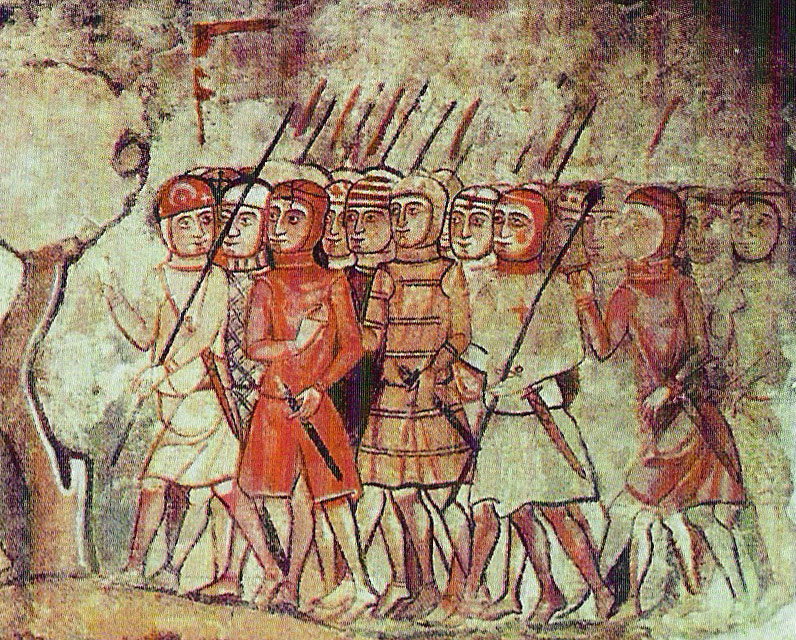
Almogávares em Maiorca

Os almogávares foram umas forças mercenárias de choque, formadas por infantaria ligeira, que serviram principalmente à Coroa de Aragão; foram ativos no Mediterrâneo entre os séculos XIII e XIV.
Estas tropas eram integradas mormente por oficiais catalães e aragoneses, e por tropas de camponeses e pastores oriundos do Reino de Aragão, do Principado da Catalunha, do Reino de Valência, da Coroa de Castela e do Reino de Portugal.
Os almogávares foram arruinados pelas contínuas incursões das tropas árabes e agiram como mercenários ao serviço do rei de Aragão. Caracterizavam-se por ser tropas de choque de infantaria que combatiam a pé, com armas e bagagens leves, geralmente com um par de lanças curtas (chamadas de azconas), uma faca longa (chamada de coltell) e às vezes um pequeno escudo redondo como única defesa. Levavam a barba crescida e vestiam pobremente, unicamente um camisão curto (tanto no Verão quanto no Inverno), levavam um grosso cinturão de couro e calçavam abarcas de couro. Além disso, sempre levavam consigo uma boa pedra de fogo, com a qual antes de entrar em batalha costumavam bater as suas armas, pelo qual estas botavam umas enormes chispas que, unidas aos seus terríveis gritos, aterrorizavam os seus inimigos.
De grande valor e fereza, entravam em combate ao grito de "Desperta Ferro! Matem, matem", "São Jorge!" ou "Aragão!"

## Descrição feita por Desclot
Esta é a famosa descrição de um almogávar feita por Bernardo Desclot na sua crônica chamada Livro do Rei Pedro de Aragão e dos seus antecessores passados:

Estas gentes que se chamam almogávares não vivem mais que para o ofício das armas. Não vivem nem nas cidades nem nas vilas, mas nas montanhas e nas florestas, e guerreiam todos os dias contra os Sarracenos: e penetram na terra dos Sarracenos uma jornada ou duas, saqueando e tomando sarracenos cativos; e disso vivem. E suportam condições de existência muito duras, que outrem não poderia suportar. Que bem passarão dois dias sem comer se for preciso, comerão ervas dos campos sem problema. E os adaís que os guiam conhecem o país e os caminhos. E não levam mais que um saio ou uma camisa, quer no verão ou no inverno, e nas pernas levam umas calças de couro e nos pés umas abarcas de couro. E trazem boa faca e boa correia e um fuzil no cinto. E traz cada um uma boa lança e dois dardos, bem como um saco de couro nas costas, onde portam as suas viandas. E são muito fortes e muito rápidos, para fugirem e para perseguir; e são Catalães e Aragoneses e Sarracenos. — Bernardo Desclot, Crônica, cap. LXXIX

## Os começos: península Ibérica e Sicília
Começa-se a ter notícias deste corpo a partir de princípios do século XIII, quando costumavam fazer incursões em terras muçulmanas (de uma duração de um a dois dias), estruturados em esquadrões de doze homens, comandados por um almugaten (do árabe al-mucaddem, "o capitão", "o que dirige") e se era uma operação de maior envergadura por um adail (do árabe al-dalla, "ensinar o caminho", "guia"), de designação real.
Formavam uma oste numerosa, tendo Pedro III de Aragão (1276-1285) levado cerca de 15 000 nas suas expedições à Tunísia e à Sicília; lutaram também em terras catalãs durante a Cruzada contra a Coroa de Aragão sob comando de Rogério de Lauria, participando na batalha do coll de Panissars.

## Os almogávares e o Império Bizantino
Após terem combatido na Reconquista e no sul da península Itálica, realizaram as suas gestas mais importantes no Oriente, nomeadamente no Império Bizantino durante o século XIV. A expedição dos almogávares ao Império Bizantino foi fruto de três circunstâncias:
- Frederico II da Sicília queria desfazer-se dos almogávares, pois estavam causando desordens na ilha ao ter ficado sem nenhum cometido após ser assinada a paz de Caltabellota (1302). Este acordo pôs fim às lutas entre os catalães e a casa de Anjou, deixando Nápoles para Carlos II de Anjou e Sicília para Frederico.
- Depois do mesmo acontecimento, o antigo templário Rogério de Flor (Brindisi 1266 (?)- Adrianópolis 1305) tinha interesse por não ser entregue pelos seus antecedentes nas mãos dos seus adversários, pois Federico tinha muito boa relação com a Santa Sé e teve medo de que a ordem dos Templários o reclamasse.
- O imperador bizantino Andrônico II Paleólogo tinha urgente necessidade de tropas para conjurar o perigo turco que avançava desde a Ásia Menor.

Formou-se assim a Grande Companhia Catalã dos Almogávares (Societate Catallanorum), sob comando de Rogério de Flor, que pediu esposa e o título de Megaduque (Mega Dux), ao imperador bizantino, o qual lhe foi concedido. A expedição zarpou da Sicília no verão de 1302, contando com 32 naves e 2500 soldados que, com as suas mulheres e filhos, contabilizavam por volta de 7000 pessoas.
Depois da sua chegada a território bizantino, e após uma escaramuça com uns Genoveses que deixou 3000 deles mortos, entraram em batalha contra os Turcos, terminando com a vida de cerca de 13 000 (os varões maiores de dez anos, não eram feitos prisioneiros). Prosseguiram obtendo grandes sucessos na sua luta, tomando Filadélfia, Magnésia e Éfeso, e obrigando os Turcos a se retirarem em Cilícia e em Tauro. Ramón Muntaner, um dos integrantes da expedição, narra na sua Crônica que na batalha de Monte Tauro se enfrentaram a um exército de cerca de 40 000 turcos, que se retiraram após terem perdido por volta de 18 000 homens.
Contudo, lutas de poder e problemas de avitualhamento fazem que se encaminhem para Tessália, que um século antes caíra nas mãos de barões francos depois da Quarta Cruzada, e não fora recuperada pelos imperadores de Niceia ao tomarem Constantinopla.
Em 1304, o imperador bizantino nomeou césar a Rogério de Flor, o qual fomenta as intrigas palacianas. Após passar o Inverno em Galípoli, planejam voltar à luta contra os turcos, mas Miguel, filho do imperador, convidou Rogério a uma celebração na sua honra em Adrianópolis. Após os festejos, uns mercenários alanos contratados para tal efeito assassinaram Rogério de Flor mais a guarda que o acompanhava: era 4 de abril de 1305. Confiavam que os almogávares, sem líderes, se rendessem. Estes, fazem justamente o contrário, começaram a chamada "vingança catalã", arrasaram povoados e aldeias e derrotaram os Gregos. Alarmado o imperador, mandou um grande exército contra eles, mas os almogávares alcançaram a vitória, matando cerca de 26 000 Bizantinos. A seguir perseguiram os mercenários alanos, assassinando-os todos menos as suas mulheres: 8700.

## Os almogávares e o ducado de Atenas
Terminada a sua vingança, os almogávares formaram um conselho de governo (Consell de Dotze) e foram contratados pelo duque de Atenas para lutarem contra os gregos. Contudo, uma vez realizado o trabalho, o barão franco recusou pagar e os almogávares enfrentaram-se a ele, derrotando-o na batalha do rio Cefis (1311) e tomando posse do ducado em nome da Coroa de Aragão, recusando-se a devolvê-lo ao teórico legítimo herdeiro do barão. O papa instou-os a devolver o território, mas como se recusaram, excomungo-os em 1318.
Neste período, os almogávares aproveitaram para ampliar os seus territórios com Neopatria (as terras do duque de Tessália, morto sem descendência), passando estas terras sob controlo da Coroa de Aragão.
Em 1331, um forte exército armado na França com o beneplácito do papa tentou recuperar Atenas, mas foi derrotado. O domínio dos reis da Coroa de Aragão sobre estes ducados perdurou até 1391.
Os seus caudilhos mais importantes foram Rogério de Flor, Bernardo de Rocaforte e Berengário d Entença.

## Etimologia
Sobre a origem do nome existem diversas teorias: a sua origem na palavra árabe al-mughāwar ("os que provocam distúrbios") ou em al-mughāwir ("portador de notícias"), e finalmente uma terceira teoria sustém que viria do adjetivo gabar, traduzido para "orgulhoso" ou "altivo".